# Ley marcial de Corea del Sur de 2024
El martes 3 de diciembre de 2024, el presidente de Corea del Sur, Yoon Suk-yeol, declaró la ley marcial durante un discurso nocturno transmitido en vivo por la televisión YTN. En su mensaje, acusó al principal partido de oposición del país, el Partido Demócrata de Corea, que ostenta la mayoría parlamentaria en la Asamblea Nacional de Corea del Sur, de simpatizar con Corea del Norte y de llevar a cabo «actividades contra el Estado». Yoon calificó al partido de «organización criminal» al servicio de Pionyang y de un bloque comunista para destruir el país. La orden incluía la prohibición de cualquier actividad política, incluida la de la Asamblea Nacional, y abolía la libertad de prensa. 
El Partido Demócrata se opuso a la declaración. Horas después, tras los intentos de las fuerzas de seguridad de impedir la votación en la cámara, la Asamblea Nacional aprobó una moción por 190 votos a favor y 0 en contra el 4 de diciembre de 2024 para levantar la ley marcial. El ejército surcoreano y el presidente Yoon rechazaron en primera instancia el resultado de la votación, pero finalmente, acabaron aceptándola y revocando la ley marcial.

## Descripción
Yoon Suk Yeol, miembro del conservador Partido del Poder Popular y exfiscal general, asumió el cargo de presidente de Corea del Sur tras su victoria en las elecciones presidenciales de 2022. Su administración ha tenido bajos índices de aprobación y ha tenido dificultades para lograr su agenda porque la Asamblea Nacional ha estado controlada por el opositor Partido Demócrata. En las elecciones legislativas de abril de 2024, la oposición mantuvo su control, pero aún no contaba con el número suficiente (200 de 300) para destituir al presidente.
Yoon boicoteó la apertura de la Asamblea Nacional a pesar de que es costumbre que el presidente pronuncie un discurso en el evento. Yoon también se ha opuesto a las investigaciones sobre los escándalos que involucran a su esposa Kim Keon-hee y altos funcionarios. El parlamento, controlado por la oposición, había solicitado horas antes, el 2 de diciembre, un proceso para destituir al presidente de la Junta de Auditoría e Inspección, Choe Jae-hae, y a tres fiscales implicados en dos escándalos relacionados con Kim, y había rechazado la propuesta presupuestaria del gobierno.
Esta fue la primera vez que se declaró la ley marcial en Corea del Sur desde el golpe de Estado militar de 1980 tras el asesinato del dictador Park Chung-hee, y la primera desde la democratización en 1987. Esta es la decimoséptima declaración de la ley marcial desde la formación del gobierno en 1948. Los miembros de la Asamblea Nacional no gozan de inmunidad parlamentaria frente al procesamiento y pueden ser arrestados si se les descubre cometiendo un delito. Al iniciar la ley marcial, el presidente debe notificarlo inmediatamente a la Asamblea Nacional. La ley marcial puede ser anulada por mayoría de votos de la Asamblea Nacional.

## Cronología

### Declaración de la ley marcial
El 3 de diciembre de 2024 a las 10:22 p. m. (KST), el presidente Yoon Suk Yeol declaró la ley marcial. En un discurso televisado a nivel nacional, Yoon acusó a la oposición de «intentar derrocar la democracia libre» destituyendo a miembros de su gabinete y bloqueando sus planes presupuestarios. También pidió a los ciudadanos que crean en él y toleren «algunos inconvenientes». También afirmó que había una conspiración norcoreana contra el gobierno de Corea del Sur. Fue la primera vez que se declaró la ley marcial en Corea del Sur desde 1979, durante la dictadura militar de Chun Doo-hwan. Más tarde se informó que el primer ministro Han Duck-soo había sido dejado de lado en la declaración, y The Korea Times informó que la medida parecía haberse tomado después de comunicaciones directas entre el presidente Yoon y su ministro de defensa Kim Yong-hyun.
Según la Agencia de Noticias Yonhap, el ministro de Defensa, Kim Yong-hyun, ordenó una reunión con el jefe del Estado Mayor Conjunto, Kim Myung-soo. Yoon nombró a Park An-su como su comandante de la ley marcial.
Tras la declaración, el Gobierno afirmó que las actividades en las instituciones educativas y los servicios de transporte seguirán funcionando con normalidad.

### Decreto
El 3 de diciembre de 2024 a las 11:00 p. m. KST, Park An-su del Comando de la Ley Marcial emitió el siguiente decreto sobre la ley marcial:
El Comando de la Ley Marcial proclama lo siguiente a partir de las 11 p. m. del 3 de diciembre de 2024, con el fin de proteger la democracia liberal de las fuerzas antiestatales activas dentro de la República libre de Corea y sus amenazas de subvertir el estado, y para garantizar la seguridad pública.
1. Están prohibidas todas las actividades políticas, incluidas las de la Asamblea Nacional, los consejos locales, los partidos políticos y las asociaciones políticas, mítines y manifestaciones.
2. Se prohíben todos los actos que nieguen o intenten derrocar el sistema democrático libre. Se prohíbe la difusión de noticias falsas, la manipulación de la opinión pública y la propaganda falsa.
3. Todos los medios de comunicación y publicaciones están sujetos al control del Comando de la Ley Marcial.
4. Se prohíben las huelgas, los paros laborales y las concentraciones que inciten al caos social.
5. Los médicos en formación y todo el resto del personal sanitario que esté en huelga o haya abandonado sus lugares de trabajo debe regresar a sus puestos en un plazo de 48 horas y trabajar fielmente. Aquellos que violen la orden enfrentarán un castigo de acuerdo con la Ley de la Ley Marcial.
6. Los ciudadanos comunes inocentes, excluyendo a las fuerzas antiestatales y otras fuerzas subversivas, estarán sujetos a medidas para minimizar los inconvenientes en su vida cotidiana.

Los infractores de la proclamación podrán ser arrestados, detenidos y registrados sin orden judicial de conformidad con el artículo 9 de la Ley de la Ley Marcial (Autoridad de Medidas Especiales del Comandante de la Ley Marcial), y serán castigados de conformidad con el artículo 14 de la Ley de la Ley Marcial (Penas).

### Voto de anulación en la Asamblea Nacional
Tras los anuncios, los militares ingresaron al edificio de la Asamblea Nacional e intentaron ingresar al salón principal, donde se realizaban las votaciones. En respuesta, los funcionarios del partido los rociaron con extintores y lograron impedir su entrada. Algunos soldados intentaron entrar por el cuarto piso, pero fueron detenidos por los empleados. Al menos tres helicópteros también aterrizaron en el lugar de reunión, mientras que otros dos fueron vistos sobrevolando el lugar.Se vieron tanques en las calles.El comando de la ley marcial también ordenó el desalojo del cuerpo de prensa de la oficina presidencial de su edificio en Seúl. En la puerta principal del complejo de reunión se produjeron enfrentamientos entre las fuerzas de seguridad y los civiles.También se organizaron protestas contra la ley marcial en Gwangju.
Todos los partidos principales, incluido el oficialista Partido del Poder Popular, del que es miembro el presidente Yoon, se opusieron a la medida. El líder del PPP, Han Dong-hoon, dijo: «La declaración de ley marcial del presidente es errónea. La detendremos junto con el pueblo».El alcalde de Seúl, Oh Se-hoon, que también es miembro del PPP, dijo que se oponía a la declaración de Yoon. Lee Jae-myung, líder del Partido Democrático, el principal partido de oposición, instó a los ciudadanos a reunirse en la Asamblea Nacional y declaró que Yoon «ya no es el presidente de Corea del Sur»; Lee fue filmado trepando las vallas del edificio de la Asamblea para entrar, después de que los soldados habían bloqueado las entradas. El líder del Partido para la Reconstrucción de Corea, Cho Kuk, también calificó de «ilegal» la declaración de la ley marcial y dijo que cumplía las condiciones para el juicio político de Yoon y del ministro de Defensa, Kim Yong-hyun. La Confederación de Sindicatos de Corea, el mayor grupo sindical del país, convocó a una huelga general para revertir la declaración de la ley marcial y destituir al presidente.
Los manifestantes se enfrentaron con la policía frente a la Asamblea Nacional. El presidente de la Asamblea Nacional, Woo Won-shik, convocó a todos los legisladores a reunirse en la Asamblea Nacional. La rama de Incheon del Partido Demócrata criticó la medida por considerar que marca el inicio de una «era de dictadura de Yoon». Los legisladores maniobraron alrededor de las barricadas policiales para ingresar a la Asamblea Nacional. 
El 4 de diciembre de 2024 a las 00:48 (hora local), la Asamblea Nacional abrió una sesión de emergencia. Alrededor de la 1:00 a. m. horas, la Asamblea Nacional, con el voto afirmativo de 190 legisladores presentes de un total de 300, votó por unanimidad levantar la ley marcial. Entre quienes votaron a favor de su levantamiento se encontraban 172 diputados de la oposición y otros 18 del PPP. Según el artículo 77 de la Constitución de la República de Corea, el presidente debe cumplir la decisión de la Asamblea Nacional de levantar la ley marcial. Tras la votación, el presidente de la Asamblea nacional Woo Won-shik pidió que los militares abandonaran la Asamblea Nacional, mientras que Lee Jae-myung dijo que el Partido Demócrata permanecería en la Asamblea Nacional hasta que el presidente levantara la ley marcial. A ellos también se unieron miembros del PPP.

## Consecuencias
Después de la votación, se vio que algunos soldados que habían estado estacionados en la Asamblea Nacional se marchaban, y la oficina del Presidente dijo más tarde que se habían marchado por completo. Otros comenzaron a hacer retroceder a la multitud de manifestantes que se había reunido allí,que sumaban alrededor de 2.000 personas. Los manifestantes también comenzaron a pedir el arresto y la destitución de Yoon. Lee Jae-myung dijo que la declaración de la ley marcial se hizo sin la aprobación del gabinete y que los miembros de las fuerzas de seguridad que continuaron siguiendo las órdenes de la ley marcial de Yoon estaban cometiendo «un acto ilegal». El Ministerio de Defensa declaró que la ley marcial permanecería en vigor hasta que el presidente la levantara.

### Levantamiento de la ley marcial
Durante una conferencia de prensa televisada, Yoon anunció que levantaría la ley marcial después de una reunión del gabinete y que había retirado al personal militar de la Asamblea Nacional. Más tarde esa mañana, el gabinete aprobó la moción para levantar la ley marcial.

## Reacciones
El anuncio de la ley marcial fue recibido con sorpresa y pánico entre el público surcoreano. Tras el anuncio, el valor del won surcoreano cayó a 1.423 wones por dólar, el valor más bajo en 25 meses. El ETF iShares MSCI South Korea disminuyó un 5%. El ETF Franklin FTSE South Korea cayó un 4,4% y el ETF Matthews Korea Active cayó un 4,5%. Reuters informó que: «Un funcionario del banco central dijo que estaba preparando medidas para estabilizar el mercado en caso de ser necesario. El ministro de Finanzas y viceprimer ministro Choi Sang-mok convocó una reunión de emergencia entre los principales funcionarios económicos».El líder del pleno del Parlamento, Choo Kyung-ho, dijo que no tenía conocimiento del decreto y que sólo se enteró de él por las noticias.

### Actos sobre destitución

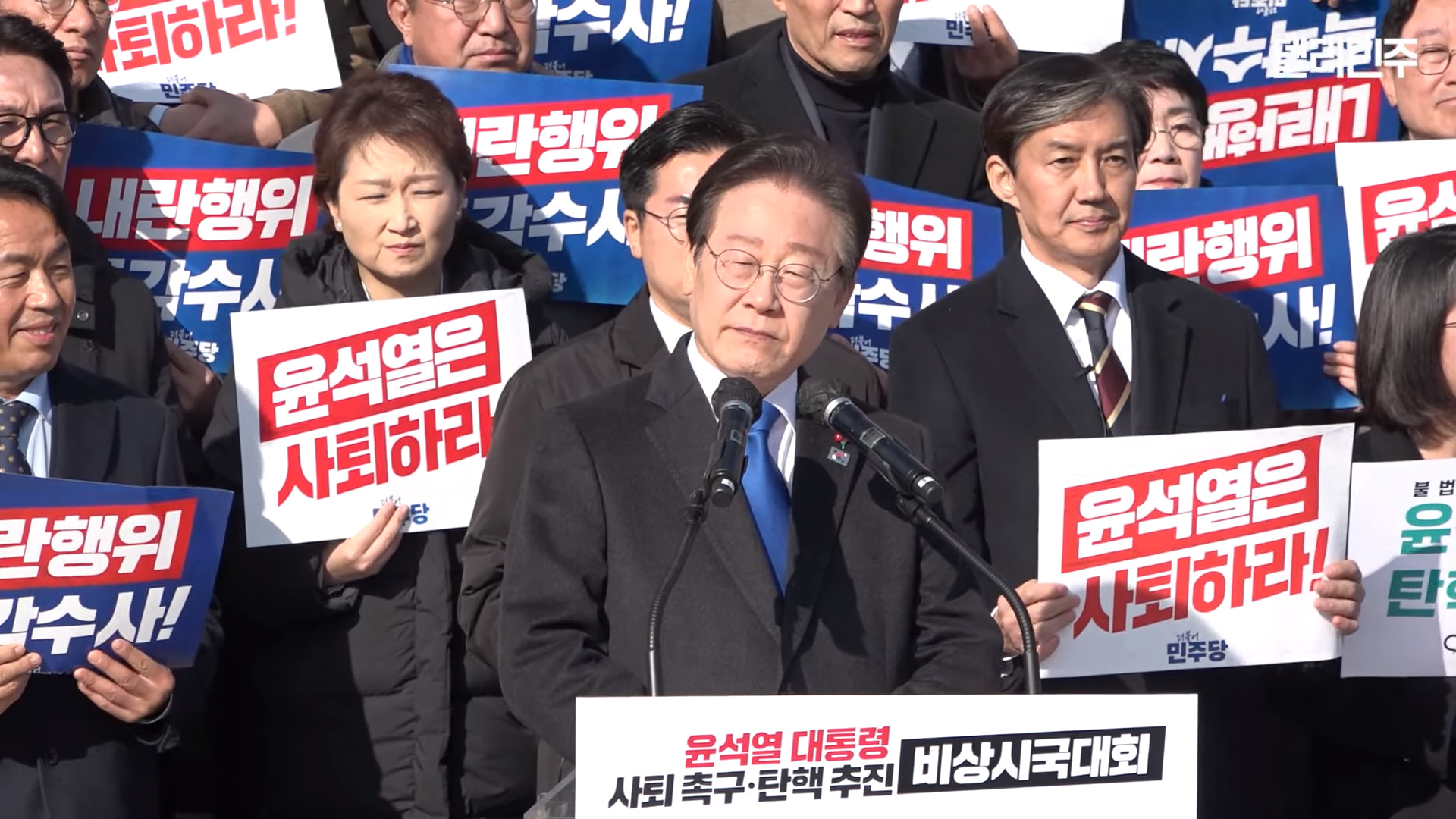
Lee Jae-myung en la manifestación de emergencia celebrada en la Asamblea Nacional el 4 de diciembre.

Alrededor de las 2:40 p. m. del 4 de diciembre, la oposición anunció su intención de presentar una moción para destituir a Yoon. Ese mismo día, aproximadamente 190 miembros de la Asamblea Nacional de seis partidos de la oposición presentaron una moción de destitución, con la intención de debatirla en la Asamblea al día siguiente y votar la moción el 6 o el 7 de diciembre.
Debido a que el ministro de defensa propuso la ley marcial a Yoon, también se preparó un proceso de destitución contra el ministro Kim, y el Partido Democrático tiene intención de presentar una querella criminal contra él. El portavoz del partido, Jo Seong-lae emitió un comunicado en el que declaró: «Es ilegal anunciar una ley marcial de emergencia. Instamos a las fuerzas del orden a que inicien inmediatamente una investigación sobre el caso de traición que toda la nación conoce ahora y lleven a los responsables ante la justicia».
El ministro de defensa Kim Yong-hyun renunció a su cargo el 5 de diciembre y ofreció disculpas a la población. El mismo día el viceministro de defensa, Kim Seon-ho, declaró en una sesión parlamentaria que el ministro Kim Yong-hyun fue quien sugirió al presidente Yoon implementar ley marcial y fue quien dio la orden a los policías y militares de ocupar la asamblea. El ministro Kim fue detenido el 8 de diciembre acusado de insurrección y abuso de poder, tras lo cual fue trasladado a un centro de detención en Seúl. El 10 de diciembre por la noche, antes de que un tribunal aprobara una orden de arresto en su contra, el exministro Kim intentó suicidarse usando ropa que se le proporcionó en el centro de detención, al día siguiente el Ministerio de Justicia confirmó que su vida ya no corría riesgo.
La oposición también busca destituir a los responsables de entrar al edificio de la Asamblea Nacional por la fuerza. Unos periodistas buscaron una cuerda que aparecía usarse por unos soldados con el fin de arrestar los líderes de la oposición. Según reportes, el plan original era arrestar más o menos 10 políticos.
El 3 de enero de 2025, tras varias solicitudes para que el presidente Yoon asistiera a ser interrogado y que fueran ignoradas, se emitió una orden de arresto contra el presidente Yoon. Decenas de policías e investigadores de la Oficina de Investigación de la Corrupción para Funcionarios de Alto Rango ("CIO" por sus siglas en inglés) acudieron a la Residencia Presidencial de Corea del Sur para cumplir la orden de arresto pero guardias del Servicio de Seguridad Presidencial, que habían instalado alambre de púas y barricadas en la residencia, evitaron que los policías ingresaran al complejo presidencial. El 14 de enero cientos de agentes de policía e investigadores de la CIO rodearon nuevamente la residencia y tras un enfrentamiento que duró aproximadamente 5 horas lograron el arresto del presidente Yoon, quien dijo entregarse a los policías «para evitar cualquier derramamiento de sangre desafortunado».

### Internacional
Múltiples países han emitido avisos pidiendo precaución a sus ciudadanos en Corea del Sur aconsejándoles que estén alerta y eviten las manifestaciones públicas. Las alertas de viaje para la región fueron emitidas por los ministerios de Asuntos Exteriores francés y británico.
- Organización del Tratado del Atlántico Norte: El ministro de Asuntos Exteriores italiano Antonio Tajani dijo que la OTAN ha advertido a Corea del Norte que no se aproveche de la situación.[71] El primer ministro sueco Ulf Kristersson canceló su visita programada a Corea del Sur y la cumbre con Yoon.[72]

- Kirguistán: El presidente de Kirguistán, Sadyr Japarov fue en la visita estatal en Corea del Sur cuando se declaró la ley marcial.[73] El Gobierno kirguís emitió dos comunicados, uno confirmando la seguridad del presidente y su delegación, y otro aconsejando a los kirguises en Corea del Sur que mantuvieran la calma.[74] Japarov concluyó la visita, regresando a Kirguistán el 4 de diciembre.[75]

- Taiwán: En Taiwán, el Partido Progresista Democrático publicó un artículo en Threads, en el que afirmaba que la declaración de la ley marcial era un esfuerzo legítimo para proteger la libre democracia constitucional en Corea del Sur y criticaba a los partidos de la oposición taiwanesa por obstruir las propuestas de seguridad nacional, supuestamente «ampliando inconstitucionalmente» sus poderes y reduciendo el presupuesto de defensa.[76][77] Aunque el post fue borrado poco después, desató las críticas de principales partidos de la oposición, entre ellos el Kuomintang, que interpretaron el post como una amenaza de tomar medidas similares en Taiwán.[78]